# Oplocany
Oplocany (in tedesco Oplotzan) è un comune della Repubblica Ceca facente parte del distretto di Přerov, nella regione di Olomouc.